# Tiha Bârgăului
Tiha Bârgăului (ungarisch Borgótiha) ist eine Gemeinde im Kreis Bistrița-Năsăud in Rumänien. Sie besteht aus fünf Dörfern: Tiha Bârgăului (dem Gemeindesitz), Ciosa (Csószahegy), Mureșenii Bârgăului (Marosborgó), Piatra Fântânele (Báránykő) und Tureac (Turjágó).

## Geschichte
Obwohl die Informationen über die ferne Vergangenheit des Bârgău-Tals spärlich und bruchstückhaft sind, zeigen die archäologischen Funde, dass das Tal seit dem Ende der Jungsteinzeit oder dem Beginn der Bronzezeit bewohnt war.

## Bevölkerung
In der Gemeinde leben nahezu ausschließlich Rumänen. Bei der Volkszählung von 2011 hatte der Ort 5722 Einwohner, davon waren 2875 Männer und 2847 Frauen. 95,7 % der Einwohner gehören der Ethnie der Rumänen an, 4,3 % sind Roma.

## Bilder

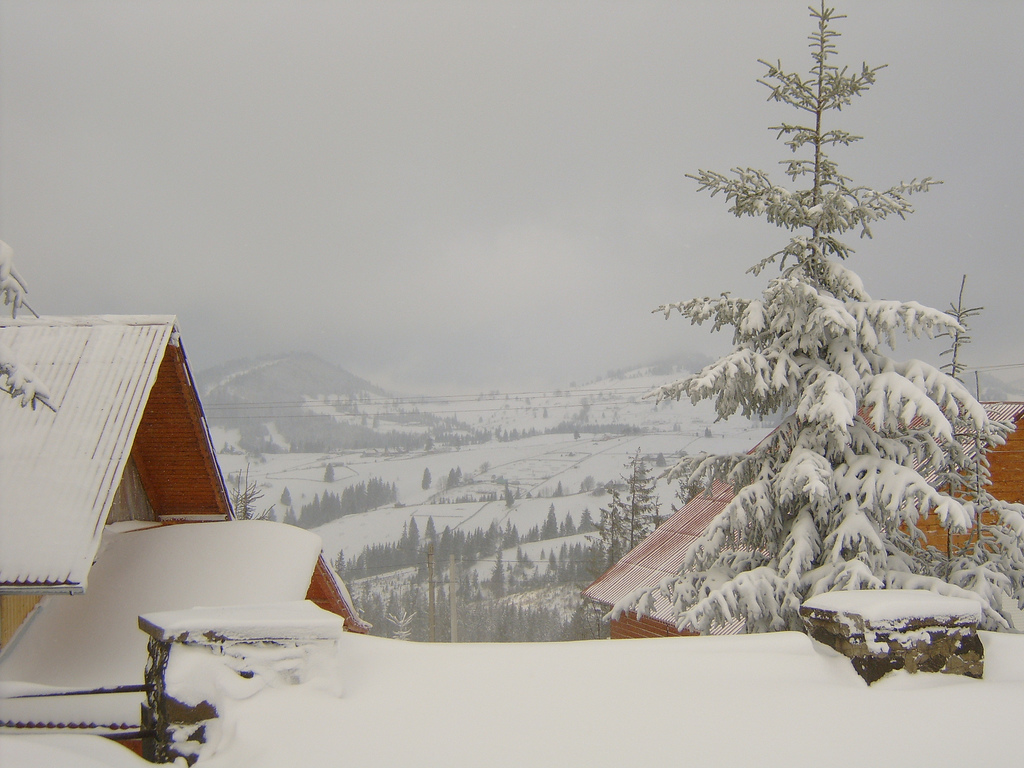
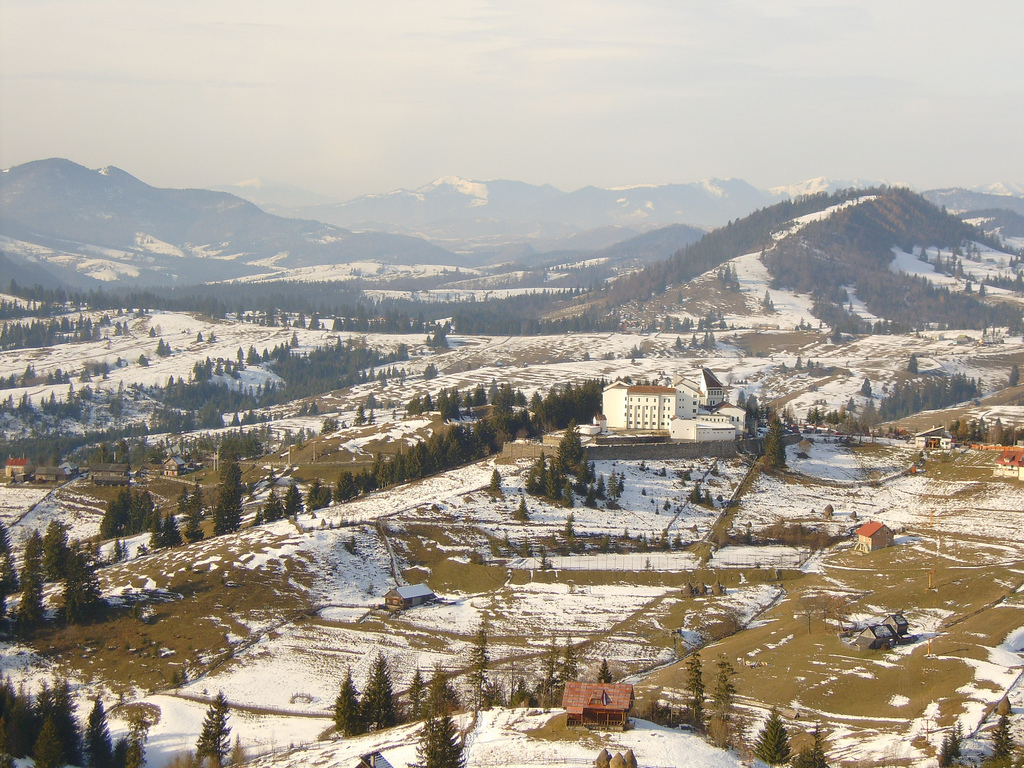
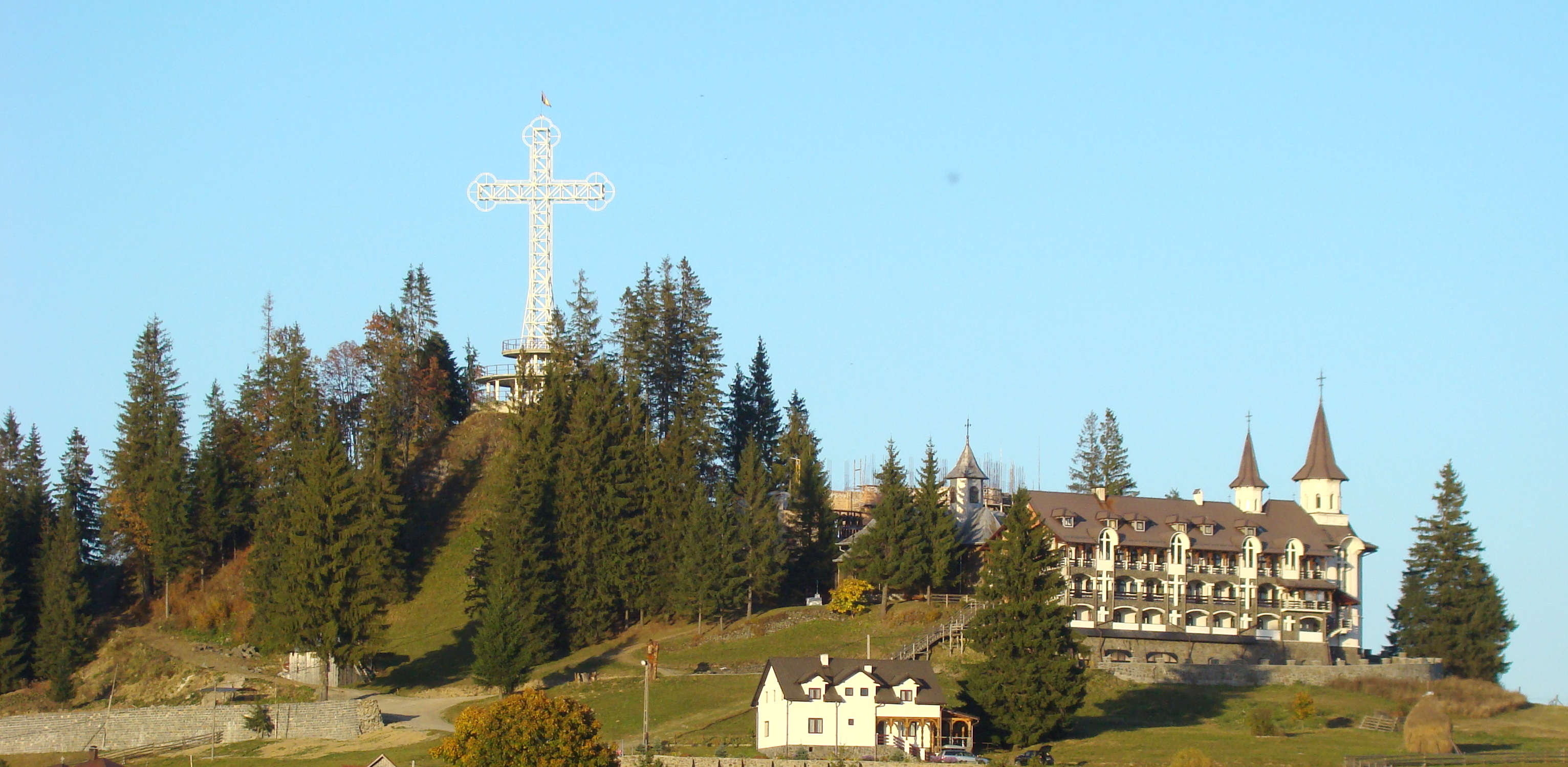